# Trusty Gina
Pour les articles homonymes, voir Gina.
 (juin 2021).
Trusty Gina est une femme politique Eswatini. Elle a été vice -présidente adjointe de la Chambre d'assemblée du Swaziland de 2003 à 2008 et présidente par intérim du 11 mars au 11 mai 2004 et de nouveau du 26 octobre au 3 novembre 2006.